# Clément Marot
Clément Marot (23. listopadu 1496, Cahors – 12. září 1544, Turín) byl francouzský renesanční básník.

## Biografie
Byl dvorním básníkem francouzského krále Františka I., avšak přesto byl roku 1526 krátce uvězněn, kvůli podezření z luteránství. Pobyt ve vězení ho inspiroval k jeho nejznámějším pracím, zejména ke sbírce L’Enfer (Peklo). Kvůli náboženským problémům (jisté sympatie k reformaci skutečně měl) působil v letech 1534–36 rovněž v exilu, nejprve v Ženevě (kde byl v kontaktu s Janem Kalvínem) a později v Itálii, která byla jeho naturelu bližší. Zastání vždy nacházel u své ochránkyně, královy sestry Markéty Navarrské.
Opustil středověkou básnickou formu a inspiroval se v antice, podobně jako o sto let později představitelé literární skupiny Plejáda. Marot je považován za jejího předchůdce a inspirátora. Uvedl do francouzské literatury elegii, epigram, epithalamium (svatební báseň) a italskou formu "strambotto" (jednosloký verš satirického obsahu). Proslavily ho též epistolární básně (francouzsky épîtres). Proslul též překladem Davidových Žalmů do francouzštiny (Trente Pseaulmes de David), překládal rovněž Catulla, Vergilia a Ovidia, redigoval dílo François Villona. Vydal jako první Román o růži.
I jeho otec Jean Marot byl básníkem.